# (4376) Shigemori
(4376) Shigemori est un astéroïde de la ceinture principale.

## Description
(4376) Shigemori est un astéroïde de la ceinture principale. Il fut découvert le 20 mars 1987 à Ojima par Tsuneo Niijima et Takeshi Urata. Il présente une orbite caractérisée par un demi-grand axe de 2,23 UA, une excentricité de 0,16 et une inclinaison de 0,9° par rapport à l'écliptique.

## Compléments